# Prolatiforceps
Prolatiforceps is een vliegengeslacht uit de familie van de roofvliegen (Asilidae).

## Soorten
- P. anonymus (Williston, 1901)
- P. capillatus (Williston, 1901)
- P. dolichomerus (Williston, 1901)
- P. fenestella Martin, 1975
- P. fulviventris (Schaeffer, 1916)
- P. infuscatus (Bellardi, 1861)
- P. melanocerus (Williston, 1901)
- P. neariacensis (Bromley, 1951)
- P. nigrocaudatus (Williston, 1901)
- P. thulia Martin, 1975